# Josef Pfundheller
Josef Pfundheller (* 22. Mai 1813 in Wien; † 26. Februar 1889 ebenda) war ein österreichischer Schriftsteller und Journalist, der auch als Dramatiker des Alt-Wiener Volkstheaters in Erscheinung trat.

## Leben
Josef Pfundheller schloss sich bereits früh der Katholischen Literaturbewegung in Österreich an und betätigte sich ab 1840 journalistisch bei verschiedenen größeren Wiener Zeitungen, wie bspw. dem Österreichischen Morgenblatt. Ab 1872 arbeitete er als Redakteur bei der Wiener Gemeinde-Zeitung und 1886/87 war er Herausgeber und Chefredakteur des Österreichischen Reichsboten.
Seit 1848 erschienen von Pfundheller Buchausgaben seiner literarischen Werke, die sich oft auf historische Themen bezogen. Außerdem verfasste er als Theaterdichter mehrere Bühnenstücke.

## Werke (Auswahl)

### Theaterstücke
| Werksname                                                                               | Genre                             | Datum Erstaufführung | Ort Erstaufführung                | Musik                | Akte | Anmerkung |
| --------------------------------------------------------------------------------------- | --------------------------------- | -------------------- | --------------------------------- | -------------------- | ---- | --- |
| Bankier und Maler                                                                       | Lebensbild                        | 20.11.1847           | Theater in der Josefstadt in Wien | Adolf Müller senior  | 3    | [ 1 ] |
| Ein vergilbtes Blatt                                                                    | ?                                 | ??.??.1847           | Wien                              | ?                    | ?    | Nach einem Werk von Johann Baptist von Alxinger                                                                                       |
| Severin von Jaroszynski oder Der Blaumantel vom Trattnerhof                             | Genrebild mit Gesang und Tanz     | ??.??.1862           | ?                                 | Anton M. Storch      | 4    | Zusammen mit Karl Haffner Datum der Buchausgabe, Erstaufführung wahrscheinlich früher                                                 |
| Ein Spuk in der Faschingsnacht, oder: Die beiden Nachtwächter [auch umgekehrt betitelt] | Posse mit Gesang und Tanz         | ??.??.1862           | Carltheater in Wien               | Johann Baptist Klerr | 3    | Zusammen mit Karl Haffner. Frei nach einer Novelle von Heinrich Zschokke. Datum der Buchausgabe, Erstaufführung wahrscheinlich früher |
| Englische Industrie und österreichisches Herz                                           | Charakterbild mit Gesang und Tanz | ??.??.1863           | Theater an der Wien               | ?                    | 3    | Zusammen mit Carl Elmar. Datum der Buchausgabe, Erstaufführung wahrscheinlich früher                                                  |
| Der Leyrer-Jörg                                                                         | Lebensbild mit Gesang und Tanz    | ??.??.1863           | ?                                 | ?                    | 3    | Zusammen mit Carl Elmar. Datum der Buchausgabe, Erstaufführung wahrscheinlich früher                                                  |
| Die Greißlerin von Hungelbrunn                                                          | Charakterbild                     | ??.??.1865           | Wien                              | Adolf Müller senior  | 3    | Bühnenstück über Theresia Kandl (siehe auch unter Kandlkapelle). Zusammen mit Karl Haffner                                            |

### Buchausgaben
- Ein Gang durch die Vorzeit, historische Novellen, Verlag J.J. Busch, Wien 1846
- Novellen und Erzählungen, zwei Bände, Verlag Pichler, Wien 1848
- Der Preßproceß: „Presse contra Kirchenzeitung“, Verlag C. Wendelin, Wien 1859
- Der österreichische Angelfischer oder die Kunst des Angelns, Verlag Manz, Wien 1861
- Die schwarze Bibliothek – eine Sammlung interessanter Criminalgeschichten mit Benützung authentischer Quellen, fünf Bände, Verlag Bamarski & Dittmarsch, Wien 1861–1863
- Die Kinder des Fluchs, Roman aus dem Wiener Leben, Selbstverlag des Verfassers, Wien 1873
- Der Blumenkaiser – Oesterreichisches Zeit- und Culturbild, Verlag Manz, Wien 1881
- Spaziergänge mit der Angel an der „obern“ Donau, Selbstverlag des Verfassers, Wien 1882
- Aus dem Oesterreicher-Urlande, Untertitel: Zur Erinnerung an den Sommeraufenthalt in Ardagger 1883, Wien 1883
- Französisch-Oesterreichisch – geschichtliches Zeitbild, Biografie, Verlag J. Koblischek, Wien 1888
- Letzte Justifizierung einer weiblichen Person bei der Spinnerin am Kreuz am Wienerberge, Selbstverlag des Verfassers, Wien 1898 (posthum)

### Lieder
- Sehnsucht. Wanderlust, zusammen mit Carl Binder und Johann Nepomuk Vogl, Jahr unbekannt